# スタティウス
プブリウス・パピニウス・スタティウス (Publius Papinius Statius、45年頃 - 96年頃)は、ローマ帝政期の詩人。

## 生涯
紀元45年頃にナポリで誕生した。ヴェーリア出身で詩人だった父はローマ帝国各地で開催されていた数々の詩の競技で複数回優勝していた。その父から詩を学ぶ。子供のころから詩の競技に参加し始め、頭角を現す。スタティウスは皇帝ドミティアヌスにいたく気に入られ、皇帝より直々に金冠を受け取る。首都ローマで未亡人クラウディアと結婚。
ローマに居住していた頃に叙事詩『テーバイド』を発表、大きな反響を呼ぶ。さらに32編の詩で構成されている『シルウァエ』を書き上げた。晩年は故郷ナポリで隠遁し、叙事詩『アキレイス』を書いていたが、同地で死去したため未完に終わった。
後年、ボッカッチョやチョーサーに影響を与え、またスタティウスはダンテの『神曲』に登場している。

## 日本語訳
- スタティウス『テーバイ物語』全2冊、山田哲子訳、京都大学学術出版会〈西洋古典叢書〉、2024年9月-10月